# (29701) 1998 YT6
1998 واي تي 6 (ويعرف أيضًا باسم (29701) 1998 واي تي 6 وفق تسمية الكوكب الصغير) (بالإنجليزية: 1998 YT6)‏؛ هو كويكب ضمن حزام الكويكبات.
اكتُشف هذا الجُرم الفلكي بواسطة ماسح السماء كاتالينا في 20 ديسمبر 1998، وترتيبه 29701 من حيث الاكتشاف.

## الوصف
اكتُشف 297011998YT في 20 ديسمبر 1998 في محطة كاتالينا، الواقع في جبال سانتا كاتالينا، أريزونا في الولايات المتحدة، بواسطة مشروع ماسح السماء كاتالينا (بالإنجليزية: Catalina Sky Survey)‏ CSS. وقد رصد المشروع 1,880 مشاهدة للكويكب إلى غاية 5 فبراير 2022 بتوقيت منطقة المحيط الهادئ، أي في مدة قدرها 11,256 يومًا (30.8 عام). تستغرق الفترة المدارية للكويكب 1,470 يومًا (4 عام).

## الخصائص المدارية
يتميز مدار هذا الكويكب بنصف محور رئيسي يبلغ 2.54 وحدة فلكية، وحضيض قدره 2.03 وحدة فلكية، وانحراف قدره 0.199 وزاوية ميلان 17.5 درجة بالنسبة لمسار الشمس. بسبب هذه الخصائص، أي نصف المحور الرئيسي بين 2 و3.2 وحدة فلكية وحضيض أكبر من 1,666 وحدة فلكية، يُصنف هذا الجُرم الفلكي وفقًا لقاعدة بيانات مختبر الدفع النفاث لأجرام النظام الشمسي الصغيرة كائنًا من حزام الكويكبات الرئيسي.

## الخصائص الفيزيائية
يُقدر القدر المطلق (H) لـ297011998YT بـ14.29 ووضاءته بـ0.211، مما يمكِّن تقدير قطره بـ 4.580كم. استُخلصت هذه النتائج بفضل ملاحظات مستكشف الأشعة تحت الحمراء عريض المجال (WISE)، وهو مرصد فضائي أمريكي وُضع في المدار في عام 2009 ويراقب السماء بأكملها بالأشعة تحت الحمراء، في عام 2011، نُشرت النتائج الأولى المتعلقة بالكويكبات من الحزام الرئيسي.

## وصلات خارجية
- (29701) 1998 YT6 في قاعدة بيانات مختبر الدفع النفاث لأجرام النظام الشمسي الصغيرة

- الاكتشاف · مخطط المدار ·  العناصر المدارية · المعلمات المادية

- (29701) 1998 YT6 على موقع ويكي سكاي: DSS2, SDSS, GALEX, IRAS, Hydrogen α, X-Ray, Astrophoto, Sky Map, Articles and images